# Rhopalocerus setosus
Rhopalocerus setosus is een keversoort uit de familie somberkevers (Zopheridae). De wetenschappelijke naam van de soort werd in 1842 gepubliceerd door Wilhelm Redtenbacher.